# Mihály Farkas
Mihály Farkas (geboren 18. Juli 1904 in Abaújszántó, Österreich-Ungarn; gestorben 6. Dezember 1965 in Budapest) war ein ungarischer kommunistischer Politiker jüdischer Herkunft.

## Leben
Mihály Farkas absolvierte eine Druckmaschinenlehre, nachdem er einen guten Volksschulabschluss vorlegen konnte. Im Jahre  1919  wurde er mit 15 Jahren Sekretär einer Jugendorganisation in Košice. Zwei Jahre später schloss sich Farkas der Kommunistischen Partei der Tschechoslowakei an. Für seine Aktivitäten in der kommunistischen Partei wurde er 1925 mit einer Freiheitsstrafe von sechseinhalb Jahren belegt. Nach Ablauf der Haft wurde er Delegierter in der kommunistischen Abteilung von Young Workers, für die er von 1932 bis 1935 in Westeuropa arbeitete.
1936 bis 1937 kämpfte Farkas im Spanischen Bürgerkrieg gegen die Franco-Putschisten. Er überstand den Bürgerkrieg unbeschadet und kehrte 1937, zwei Jahre vor Ende der Konflikte in Spanien, in seine Heimat zurück. Auf Bitten von Mátyás Rákosi wurde Farkas von der Moskauer Zentrale der Kommunistischen Jugendinternationale zur Kommunistischen Partei Ungarns versetzt. Nachdem er im Zweiten Weltkrieg an der Front kämpfte, gründete er zusammen mit Rákosi und Ernö Gerö im November 1944 die Ungarische Kommunistische Partei neu. Farkas war Mitglied des Zentralkomitees der Partei der Ungarischen Werktätigen, wie seine Partei offiziell hieß. Er war für das Militär und die Polizei zuständig. Bei der Parlamentswahl 1945 erreichten die Kommunisten jedoch nur knapp siebzehn Prozent der Stimmen, was eine enorme Enttäuschung bedeutete. Vier Jahre später sollte man dann aber oberste Kraft im Lande werden.

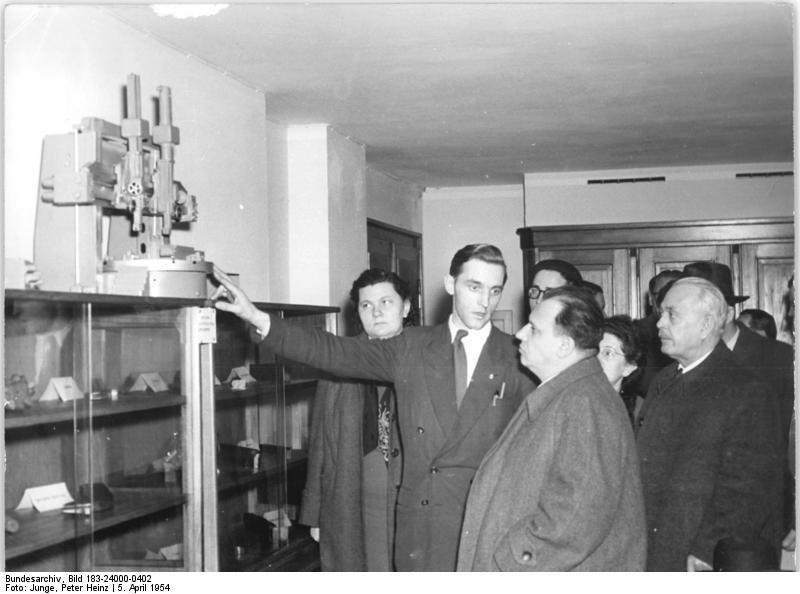
Mihály Farkas (Mitte) mit Sándor Rónai

Im September 1948 übernahm Farkas den Posten des ungarischen Verteidigungsministers. Als Inhaber dieses Amtes trieb er den Aufbau der ungarischen Armee als Bündnispartner der Sowjetunion voran. Als Anlehnung an Stalins politische Säuberungen, wo regimekritische Personen oder andere Völkergruppen verfolgt, gefoltert und in Straflagern getötet wurden, organisierte Mihály Farkas zusammen mit seinen kommunistischen Compagnons wie Ernö Gerö und Mátyás Rákosi politische Säuberungen in Ungarn. So zum Beispiel warfen Farkas und seine Freunde den Juden vor, eine zionistische Verschwörung gegen den Judenretter aus dem Zweiten Weltkrieg, Raoul Wallenberg, gemacht zu haben, die zu dessen Tod führte. In Wahrheit jedoch wurde Wallenberg nach dem Krieg in ein sowjetisches Lager verschleppt und starb dort. Den Vorwurf an die Juden nutzten die Kommunisten, um diese zu foltern und zu ermorden. Weitere berühmte Opfer der Säuberungen in Ungarn waren László Rajk, früherer Außenminister, und der spätere Parteichef János Kádár. 1953 wurde Farkas aus all seinen Ämtern entlassen, was aber die sowjetische Regierung revidierte. Stattdessen wurde Farkas Leiter der Abteilung für Agitation und Propaganda im Zentralausschuss der Partei der Ungarischen Werktätigen.
Kurze Zeit nachdem er das Amt des Leiters der Abteilung für Agitation und Propaganda übernommen hatte, ging er in die Offensive gegen Imre Nagy, der einen Reformkurs anstrebte. Das bedeutete jedoch das Ende seiner politischen Karriere. Zwar blieb er bis 1955 Mitglied des Zentralausschusses, wobei er weiterhin öffentlich Kritik übte an dem neuen Machthaber in Ungarn. 1955 verlor er dann aber seine Posten im Zentralausschuss und wurde in die russische Militärakademie versetzt. Im März 1956 ermittelte der Zentralausschuss der kommunistischen Partei gegen ihn wegen seiner Beteiligung an den Schauprozessen in Verbindung mit der stalinistischen Säuberung. Er wurde in der Armee vom General zum Soldaten degradiert und wurde wenig später verhaftet. Kurze Zeit später verbreitete sich das Gerücht, dass Farkas von ehemaligen Säuberungsfreunden ermordet worden sei, damit er keine anderen belaste. Das stellte sich jedoch als falsch heraus. 1957 wurde Farkas zu sechs Jahren Haft verurteilt. Die Strafe wurde wenig später auf 16 Jahre erhöht, nachdem der Fall neu aufgerollt worden war. Nach knapp vier Jahren Haft wurde er aber 1960 begnadigt.